# Muse Dash
Muse Dash — компьютерная ритм-игра, разработанная китайской студией PeroPeroGames и изданная hasuhasu. В Японии издателем выступила компания XD Network. Релиз состоялся в июне 2018 года на iOS и Android, а в июне 2019 года игра вышла на Nintendo Switch, Windows и macOS. Игра сочетает элементы экшена и ритм-игр, оформлена в аниме-стилистике и выполнена в формате двухмерного сайд-скроллера.

## Геймплей
В Muse Dash игрок должен побеждать врагов и уклоняться от препятствий, появляющихся справа на экране, нажимая кнопки или касаясь экрана в такт музыке. Для большинства песен предусмотрены настройки сложности, что позволяет проходить их игрокам разного уровня.
Игровые персонажи в Muse Dash — Музы (англ. Muses). Каждая из них имеет собственный запас здоровья и пассивные навыки, зависящие от выбранного костюма. Игрок может также использовать Эльфов, спутников Муз, которые в большинстве случаев наделяют их дополнительными способностями.

## Восприятие

### Отзывы
| Сводный рейтинг       | Сводный рейтинг  |
| Агрегатор             | Оценка           |
| --------------------- | ---------------- |
| Metacritic            | 73/100 (NS)      |
| OpenCritic            | 76/100 (67 %)    |
| Иноязычные издания    |                  |
| Издание               | Оценка           |
| Nintendo World Report | 8,5/10           |
| Pocket Gamer          | (iOS) · (Switch) |
| Shacknews             | 8/10             |

Согласно агрегатору рецензий Metacritic, Muse Dash получила «смешанные или средние» отзывы от критиков. По данным OpenCritic, 67 % рецензентов рекомендовали игру, средняя оценка от ведущих критиков составила 76 баллов из 100.
Дан Купман из Nintendo World Report оценил игру в 8,5 балла из 10, отметив её «весёлую и красочную» подачу. Ремингтон Джозеф из CGMagazine поставил игре оценку 8/10, отметив, что игра «предлагает достаточно качественного контента, чтобы надолго занять поклонников ритм-игр». Майк Фэйхи из Kotaku похвалил игру, отметив, что «ритм-игры не бывают проще и милее, чем Muse Dash». Он отметил высокое качество подбора музыки и обаятельность персонажей.

### Награды
На церемонии вручения наград TapTap Game Awards 2018 Muse Dash была номинирована на премии «Лучшее звуковое сопровождение», «Лучший визуал» и «Выбор игроков», выиграв последнюю номинацию. На BitSummit Vol. 6 (2018) игра была отобрана в официальную программу и номинирована на премию «За выдающиеся достижения в области звукового дизайна».